# Xã Cadogan, Quận Armstrong, Pennsylvania
Xã Cadogan (tiếng Anh: Cadogan Township) là một xã thuộc quận Armstrong, tiểu bang Pennsylvania, Hoa Kỳ. Năm 2010, dân số của xã này là 344 người.